# Борнгольм (аеропорт)
Аеропорт Борнгольм (дан. Bornholms Lufthavn) (IATA: RNN, ICAO: EKRN) — данський аеропорт, розташований за 5 км на південний схід від Рьонне, на острові Борнгольм.
Аеропортом управляє Statens Luftfartsvæsen (Управління цивільної авіації Данії), а управління повітряним рухом забезпечує Naviair.

## Історія
В 1935 році представники Ригсдагу, муніципалітету Рьонне та Det Danske Luftfartsselskab (DDL) — пізніше у складі Scandinavian Airlines — підписали угоду про встановлення авіасполучення між Рьонне та Копенгагеном .
Наступного року було засновано A/S Den bornholmske Flyveplads, а будівництво аеропорту розпочалося в 1937 році.
Через два роки за тимчасовим дозволом авіатранспортної інспекції відкрито перший маршрут.
Проте через кілька днів польоти були припинені через проблеми зі злітно-посадковою смугою.
Аеропорт було офіційно відкрито 16 листопада 1940 року, DDL виконував щоденний маршрут до Копенгагена.
Перший тимчасовий термінал був споруджений незабаром, в 1941 році, але тільки в 1961 році було побудовано постійну будівлю терміналу.
В 1947 році данська держава перебрала насебе контроль над аеропортом, змінивши його назву на аеропорт Рьонне.
Назва аеропорту була знову змінена в 1992 році, цього разу на аеропорт Борнгольм, щоб полегшити його маркетинг як місце відпочинку.
В 1982 році маршрут стало обслуговувати Maersk Air, пізніше складова Sterling Airlines.
Збитковість змусили авіакомпанію відмовитися від маршруту в 2002 році, маршрут перебрав на себе Cimber Air.
В 2005 році Danish Air Transport став другим перевізником в аеропорту Борнгольм, посиливши конкуренцію на цьому маршруті. Авіакомпанія вирішила відмовитися від маршруту Копенгаген-Борнгольм в 2008 році, але знову взялася за нього після банкрутства Cimber Sterling в 2012 році.

## Авіалінії та напрямки
| Авіакомпанія  | Пункт призначення                                                        |
| ------------- | ------------------------------------------------------------------------ |
| Alsie Express | Сезонно: Сендерборг                                                      |
| DAT           | Копенгаген Сезонно: Ольборг, Орхус, Берлін, Біллунн, Есб'єрг, Мітьюлланд |

## Статистика
Див. джерело запитів Вікіданих та джерела.